# Complesso sportivo del Sultano Qabus
Il complesso sportivo del Sultano Qabus (in arabo مجمع السلطان قابوس الرياضي‎?, in inglese Sultan Qaboos Sports Complex) noto anche come Bausher, è uno stadio multiuso di Mascate, capitale dell'Oman. 
È utilizzato principalmente per il calcio, ma dispone anche di attrezzature per l'atletica. Originariamente aveva una capienza di circa 40 000 posti, ridotta a 34 000 dopo opere di rinnovamento. Ospita le partite della nazionale di calcio dell'Oman ed è il principale stadio in cui si sono svolte le partite della Coppa delle Nazioni del Golfo 2009.